# Strážci oblak
Strážci oblak (v anglickém originále The Cloud Minders) je 21. díl třetí řady seriálu Star Trek. Premiéra epizody v USA proběhla 28. února 1969, v České republice 8. srpna 2003.

## Příběh
Píše se hvězdné datum 5818.4 a USS Enterprise NCC-1701, vlajková loď Spojené federace planet pod vedením kapitána Jamese T. Kirka, doráží na planetu Ardana pro zásilku zenitu, tamního minerálu, který má být doručen jako pomoc planetě Merak II. Kapitán Kirk odmítá setkání v oblačném městě Stratos a pro urychlení naložení minerálu žádá správce Plasa o setkání přímo u vstupu do dolů, kde má být zásilka připravena.
Pan Spock a kapitán Kirk jsou po transportu na povrch napadeni skupinkou zvoucí se troglité. Útok vede mladá dívka, které se daří z nepovedeného přepadení uniknout v momentě, kdy doráží Plasus se stráží. Plasus bere Kirka a Spocka do města v oblacích a vysvětluje, že troglité jsou vzbouřenci, kteří patrně schovali zásilku potřebného zenitu. Setkávají se také se správcovou krásnou dcerou, která ihned najde zalíbení v prvním důstojníkovi Enterprise. Dozvídají se, že celá společnost je rozdělena na dvě skupiny. Troglité musí těžit v dolech na nehostinném povrchu minerály potřebné k existenci vzdušných měst jako právě Stratos. Druhá skupina jsou obyvatele vznášejících se měst, kteří se pyšní svou inteligencí a vyspělostí a samozřejmě troglity považují za méněcenné, hloupé bytosti, které nejsou schopni pochopit myšlenky jako rovnoprávnost nebo svoboda. Když Kirk odpočívá ve svém pokoji, připlíží se k němu s nožem Vanna, dívka, která jej napadla na povrchu. Kirk se ubrání a přivolaná Droxin (dcera správce) okamžitě informuje stráž. Správce vyslýchá Vannu, jestli neví, kde může být schovaný natěžený zenit. Když ovšem výslech přejde do mučení, Kirk se Spockem se proti jeho počínání ohradí. Správce oba vykáže z města zpět na Enterprise a strážnému přikáže, že pokud se ještě ukážou, má je zabít. McCoy, Kirk a Spock na lodi zjišťují, že rozdíl mezi společností je dán plynem, který vydává zenit. Plyn má na svědomí snížený práh inteligence, ale také větší náchylnost k násilí. McCoy vyrobí masku, která by plyn odfiltrovala a troglodité by se tak mohli začlenit do společnosti. Správce o tom nechce ani slyšet a tak se Kirk se musí transportovat do cely, kde je Vanna vězněná. Vysvětluje jí jejich zjištění. Vanna mu nechce příliš věřit, že něco, co není vidět, může mít takový vliv, ale společně unikají do dolů. Zde jej Vanna ale zradí a chce jej využít jako rukojmí.
Kirkovi se daří získat zpět jeho phaser a nechá zavalit jediný východ z podzemní místnosti, kde musel těžit zenit. Vanna nechápe jeho počínání a Kirk mezitím volá Scottyho, aby k němu přenesl i správce. Plasus je rozčílený a trvá na tom, že plyn neexistuje, a tak jej i Vannu nechává Kirk plnit kontejner na zenit. Kirk sám začíná být velmi rozčílený a nevrlý, patrně na něj působí plyn ze zenitu. Vše vyvrcholí, když se Kirk nechá strhnout k souboji proti správci a odhazuje svůj phaser. Toho využívá Vanna, která popadne vypadlý komunikátor a volá na Enterprise o transport. Spock a McCoy musí odtrhnout Kirka a Plasa, kteří se v transportéru zhmotňují ještě při rvačce. Posléze Vanna předává kapitánovi zásilku zenitu. Plasus trvá na tom, že respirátory dodané z Enterprise nebudou troglitům k užitku, ale sám je překvapen rozšířeným slovníkem, kterým Vanna disponuje. Nakonec ještě vyhrožuje Kirkovi soudem, ale Vanna je oba nabádá k tomu, aby na svůj spor zapomněli, a aspoň Kirk s tím souhlasí. Mezitím se s panem Spockem dlouze loučí Droxin, která vymýšlí název pro nové ochranné pomůcky troglitů.
Nakonec se Kirk se Spockem a se zásilkou zenitu transportují zpět na loď a míří na Merak II.